# 小野啓一
小野 啓一（おの けいいち、1965年〈昭和40年〉12月3日 - ）は、日本の外交官。外務省大臣官房地球規模課題審議官、外務省経済局長、外務審議官（経済担当）を経て、駐インド兼ブータン大使。

## 人物
茨城県取手市出身。開成高等学校を経て、1988年東京大学法学部卒業、外務省入省。妻は同期の小野日子。
1991年ケンブリッジ大学法学修士修了、1990年代前半は在英国日本国大使館、2000年から2003年まで在米国日本大使館にそれぞれ在勤。
2003年外務省大臣官房会計課首席事務官。2006年外務省北米局日米安全保障条約課企画官。2008年外務省アジア大洋州局南部アジア部南東アジア第一課長。
2010年から外務省アジア大洋州局北東アジア課長を務め、任期は異例の5年超となった。2015年には国家安全保障局への異動も検討されたが、結局外務省大臣官房総務課長に就任し、総務課長在職中、岸田外務大臣を囲む外務省開成会で司会を務めた。2016年外務省北米局参事官。
2017年から妻や長男とともにジャカルタに赴任し、在インドネシア日本大使館公使（次席）。2019年から長男はシンガポールに在住。2020年外務省大臣官房地球規模課題審議官（大使）、北海道大学公共政策学連携研究部・教育部フェロー（霞が関フェロー）。2022年外務省経済局長。同年外務審議官（経済担当）。2024年インド兼ブータン大使。

## 同期
- 青木豊（23年アルメニア大使）
- 赤松武（22年国際民間航空機関代表部大使）
- 岩﨑一郎（09年一橋大学経済研究所教授）
- 一方井克哉（22年ニジェール兼轄、 21年コートジボワール大使（トーゴ兼轄））
- 内川昭彦（23年モントリオール総領事）
- 宇山秀樹（22年デンマーク大使・20年欧州局長）
- 岡田健一（21年香港総領事）
- 小野日子（24年ハンガリー大使・22年外務報道官・21年外務省経済局長・内閣広報官）
- 海部篤（23年ウィーン代表部大使・21年軍縮不拡散・科学部長・20年儀典長）
- 小泉勉（24年ラオス大使、22年中華人民共和国大使館特命全権公使、20年外務省研修所長）
- 小林賢一（24年・特命全権大使（国際貿易・経済担当）・21年ラオス大使）
- 佐々山拓也（24年ウガンダ大使・20年トロント総領事）
- 鈴木光太郎（22年ボストン総領事・20年イラク大使）
- 髙杉優弘（21年コロンビア大使）
- 達増拓也（07年岩手県知事）
- 堤尚広（24年特命全権大使（人権担当兼国際平和貢献担当）・20年南スーダン大使）
- 林禎二（21年ブラジル大使・20年中南米局長）
- 平野隆一（24年人事院事務総局審議官・21年在ロシア大使館 特命全権公使・20年内閣官房国際テロ情報集約室次長・16年ユジノサハリンスク総領事）
- 船越健裕（25年外務事務次官・23年外務審議官（政務担当）・20年アジア大洋州局長）
- 松本太（22年イラク大使・19年ニューヨーク領事）
- 柳淳（23年シカゴ総領事・21年内閣審議官兼内閣情報調査室次長兼国際テロ情報集約室次長、18年在オーストリア大使館 公使）